# Trocadéro (Métro Paris)

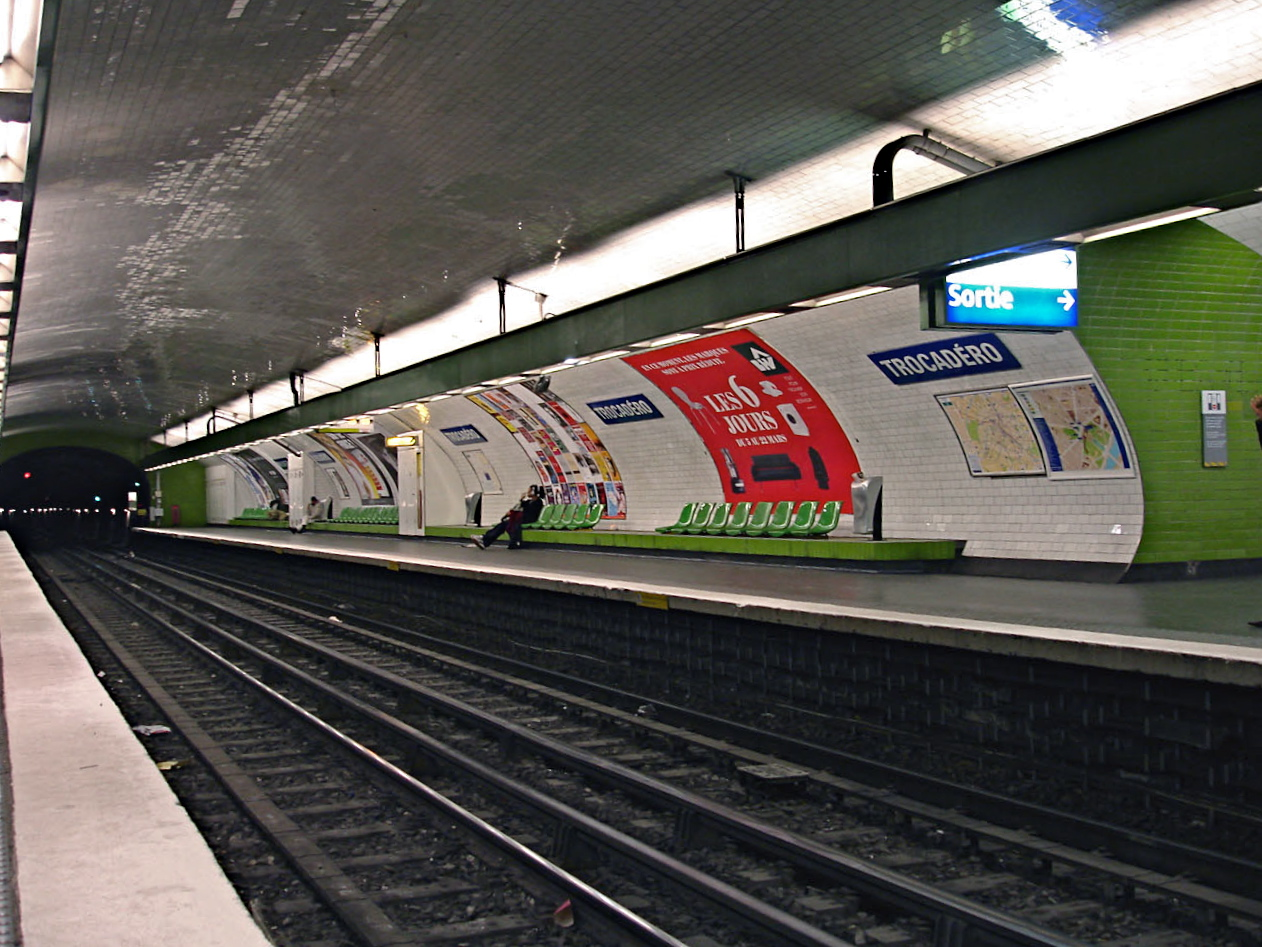
Station Trocadéro der Linie 9

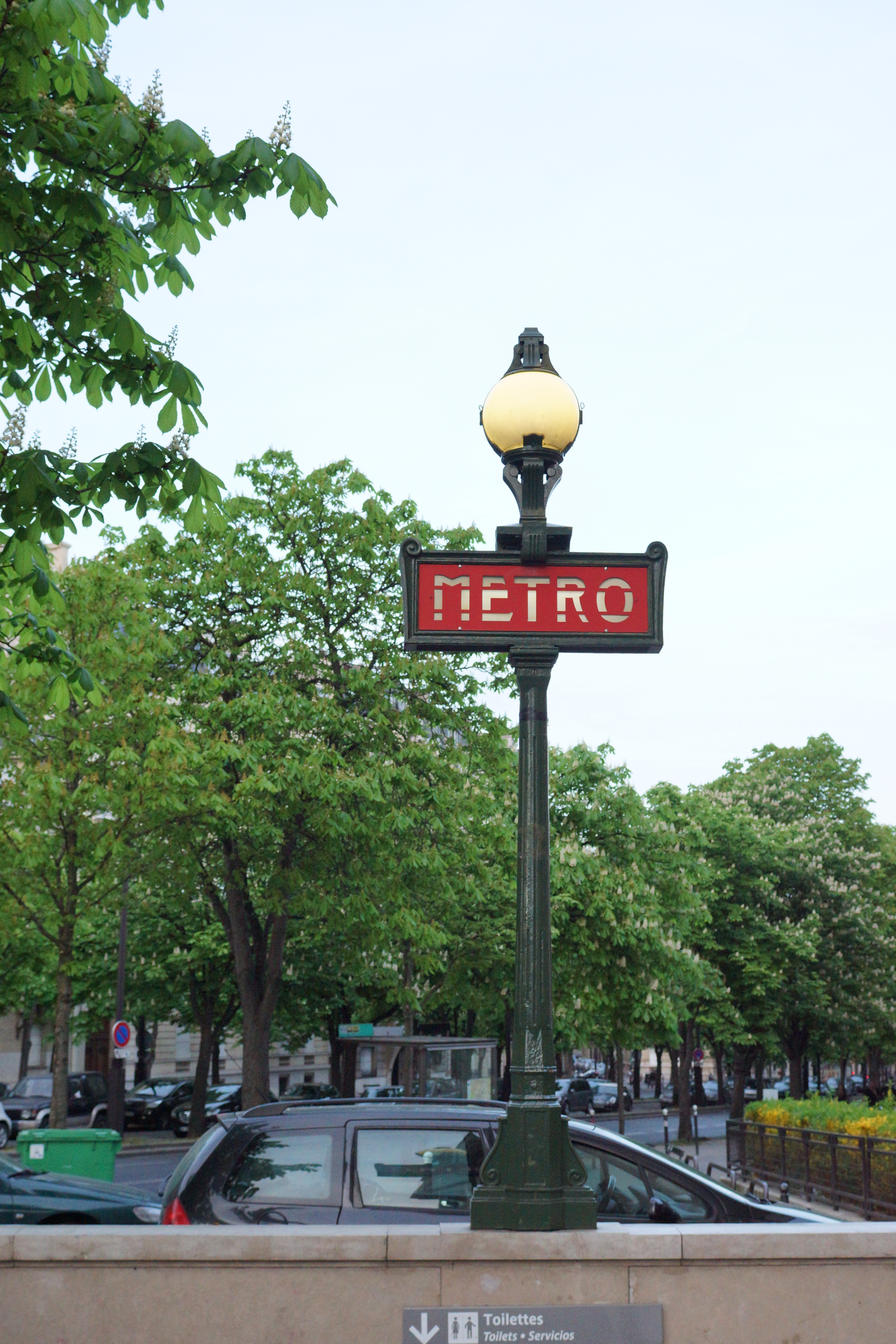
Kandelaber im Stil des Art déco an einem der Zugänge

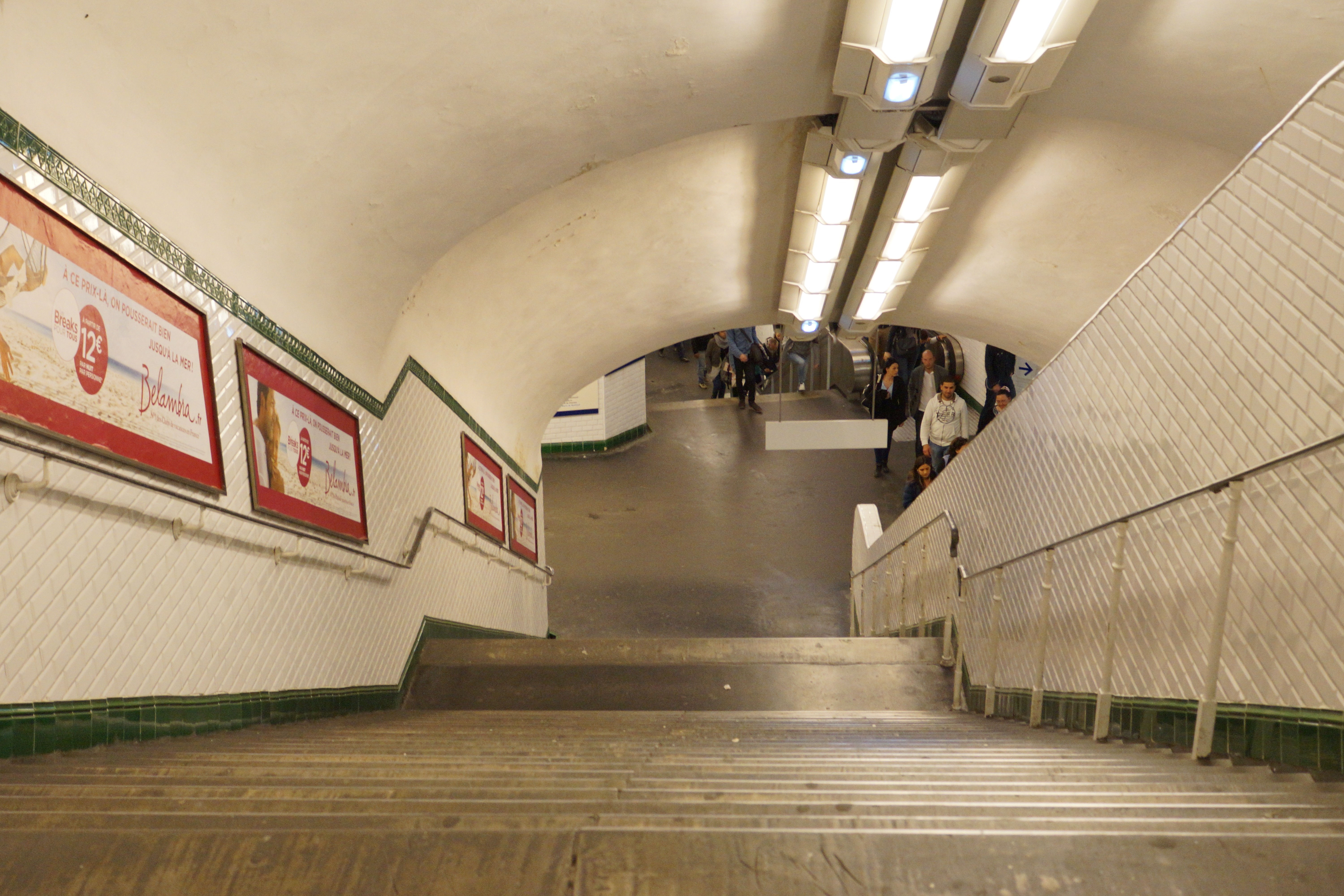
Treppenanlage

Der U-Bahnhof Trocadéro [tʁɔkadeʁo] ist ein Umsteigebahnhof der Pariser Métro. Er wird von den Linien 6 und 9 bedient.

## Lage
Der Bahnhof befindet sich an der Schnittstelle des Quartier de Chaillot mit den Quartiers de la Muette und de la Porte-Dauphine im 16. Arrondissement von Paris.
Die Station der Linie 6 liegt längs unter der Avenue Kléber nordöstlich des Platzes Place du Trocadéro-et-du-11-Novembre, die der Linie 9 westlich dieses Platzes längs unter der Avenue Georges Mandel.

## Name
Namengebend war die Place du Trocadéro, deren Name in Erinnerung an die Schlacht von Trocadero gewählt wurde. Auf der Insel Isla del Trocadero vor der spanischen Stadt Cádiz eroberte das französische Heer 1823 die dortige Festung und beendete damit die Spanische Revolution. An der Place du Trocadéro befand sich das Palais du Trocadéro, das für die Weltausstellung von 1878 errichtet wurde und bis 1937 bestand.
Nach der Unterzeichnung des Waffenstillstandabkommens vom 11. November 1918 wurde der Name des Platzes durch dieses Datum ergänzt.

## Geschichte
Die Station der Linie 6 wurde am 2. Oktober 1900 in Betrieb genommen, als der Abschnitt von Étoile (seit 1970: Charles de Gaulle – Étoile) bis Trocadéro als erster Abschnitt der damaligen Linie 2 Sud eröffnet wurde. Am 5. November 1903 wurde die Strecke um eine Station bis Passy verlängert, Trocadéro wurde vom End- zum Durchgangsbahnhof. Am 14. Oktober 1907 wurde die seit dem 24. April 1906 bis Place d’Italie führende und bis dahin eigenständige Linie 2 Sud aufgegeben und zum südwestlichen Endabschnitt der Linie 5 (Étoile – Place d’Italie – Gare du Nord). Die Linienverläufe wurden am 6. Oktober 1942 erneut geändert, sodass seitdem die Linie 6 an der Station verkehrt.
Die Station der Linie 9 wurde am 8. November 1922 eröffnet. Bis zum 27. Mai 1923 war sie nördlicher Endpunkt des 3,5 km langen ersten Abschnitts der zunächst bis Exelmans führenden Linie.
Bereits vor 1914 erhielt der U-Bahnhof als einer der ersten eine Rolltreppe, die bis 1959 in Betrieb war.

## Beschreibung
Die Station der Linie 6 befindet sich unterhalb des südlichen Endes der Avenue Kléber. Die Linie 9 unterquert die Linie 6 südlich davon, ihre Station liegt westlich der Kreuzungsstelle unter der Avenue Georges Mandel. Beide Stationen liegen unter elliptischen Gewölben, deren Seitenwände der Krümmung der Ellipse folgen. Sie haben jeweils zwei Seitenbahnsteige an zwei parallelen Streckengleisen und sind 75 m lang. Die Seitenwände, in der Station der Linie 9 auch die Decke, sind weiß gefliest.
Im Bereich außerhalb der Bahnsteige befinden sich zwei Betriebsgleise, die die beiden Linien miteinander verbinden.
Die fünf Zugänge liegen an der Place du Trocadéro-et-du-11-Novembre, sie sind durch von Adolphe Dervaux im Stil des Art déco entworfene Kandelaber mit dem Schriftzug METRO markiert.

## Fahrzeuge
Vor 1906 wurde der Streckenabschnitt der heutigen Linie 6 wegen der kurzen Bahnsteige der temporären Endstelle Passy nur von aus zweiachsigen Fahrzeugen gebildeten Vier-Wagen-Zügen befahren. Ab ca. 1910 folgten Züge der Bauart Sprague-Thomson. Im Juli 1974 wurde die Linie auf gummibereifte Fahrzeuge umgestellt, seitdem verkehrt dort die Baureihe MP 73. Seit Januar 2023 wird auch die Baureihe MP 89 CC auf der Linie 6 eingesetzt.
Die Linie 9 wird nach wie vor mit konventionellen Wagen betrieben. Am 16. April 1983 verkehrte dort der letzte Sprague-Thomson-Zug, seitdem wird sie von Fahrzeugen der Baureihe MF 67 befahren. Seit 2013 werden jene allmählich durch die Baureihe MF 01 verdrängt.

## Umgebung

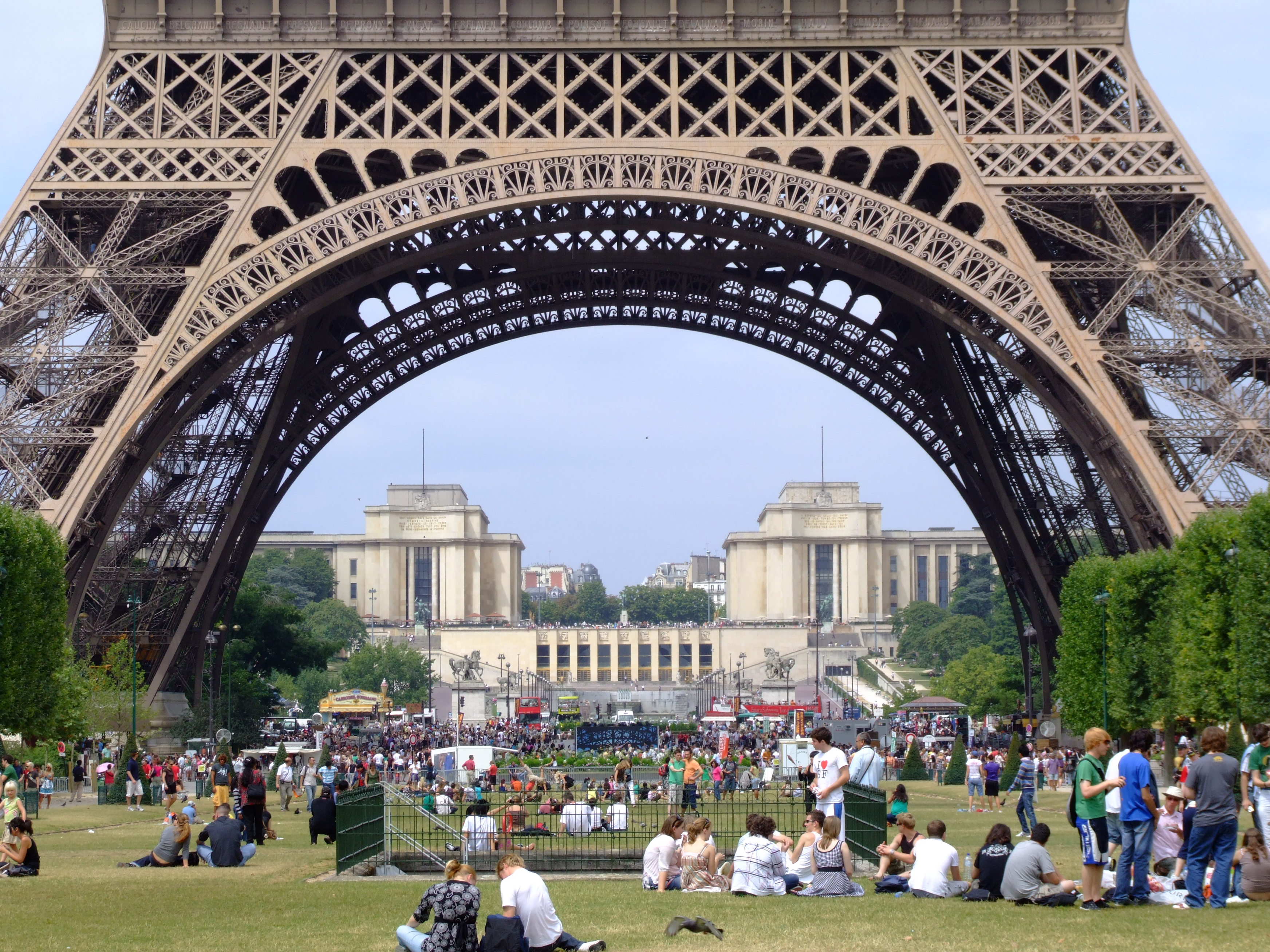
Eiffelturm und Palais de Chaillot

- Eiffelturm
- Palais de Chaillot
- Grünanlagen Jardins du Trocadéro